# PALDAISA
PALDAISA（パルダイサ）は、2011年から年に一度開催されている、ベリーダンスを主体としたエンターテイメントショーの名称である。完全に造語で、固有の意味はないようであるが、言葉の持つ響きが「パラダイス」に近いため、混同されることが多い。毎回ショーに音声のみで登場する「総支配人マダムM」が取り仕切る劇場の名称が「パルダイサシアター」と言う設定であるようである。

## 概要
ショーの形式は、13から16組程度の出演者で構成され、オムニバス形式で上演される。時間は、90分から120分程度である。

## 特徴
個々の演目には影響を与えない程度のものであるが、毎回統一されたコンセプトが存在し、それに基づいてショーが進行する。初年度はサーカス、2012年は女スパイ、2013年はダンス業界、2014年は魔法学校、2015年は昭和歌謡、2016年は宇宙刑事をモチーフにしているようである。

## ステージ
ファッションショー等で使われる縦長の変形ステージを使用する。一般的なベリーダンスショーでは、シアター形式の客席を採用する場合がほとんどだが、「ベリーダンスは360度どの角度から観ても楽しめる踊りである」との趣旨から、ステージを取り囲む客席を選択している。

## 主な出演者
| 年     | 主な出演者 |
| ------ | --- |
| 2011年 | AGGIE/Amal/Izumi/E-chan/ZIZI/タカダアキコ/Tanishq/Chisako/Non/Hama/バービーマコ/Maxi/松屋伊那子/Motoka/矢島扶美子/MAHA（シークレット）                           |
| 2012年 | AGGIE/Izumi/落合ユミ/ZIZI/関根ゆみ/Tanishq/Tamaki/Delyce/Nicole＆ニコル組/バービーマコ/Huleya/松屋伊那子/MAHA/MiKaoru/YOSHIE/Naheda from Germany（シークレット） |
| 2013年 | Aida/AHO STAR/E-chan/Kazuya/KIYOKO/ZIZI/タカダアキコ/Chisako/Delyce/Nicole＆ニコル組/NOEL/松屋伊那子/Milla/矢口美香/Latifa/小松芳（シークレット）                |
| 2014年 | AGGIE/Delyce/JIN/Joe/kazumi/MAHA/Michelle/Milla/Mina Saleh/松屋伊那子/safi/Tomomi/Yoshie/ZIZI/矢口美香（シークレット）                                           |
| 2015年 | |
| 2016年 | |